# میچیئو مامیا
میچیئو مامیا (انگلیسی: Michio Mamiya؛ زادهٔ ۲۹ ژوئن ۱۹۲۹) آهنگساز، مربی موسیقی، و رهبر (موسیقی) اهل ژاپن است.